# Mia Wasikowska
Mia Wasikowska (/miːə ˌvʌʃɪˈkɒfskə/), née le 25 octobre 1989, à Canberra (Australie), est une actrice australo-polonaise.

## Biographie
Mia Wasikowska est née le 25 octobre 1989 de parents photographes. Sa mère, Marzena Wasikowska, est polonaise tandis que son père, John Reid, est australien. Elle est la troisième d'une fratrie de quatre enfants : Dan, Jesse et Kay (né en 1993).  
En 1998, alors âgée de 8 ans, Mia Wasikowska et sa famille ont vécu un an à Szczecin, en Pologne. 
Elle commence une carrière artistique en tant que danseuse de ballet, entre 9 et 14 ans. 
En 2010, elle explique dans le magazine Phosphore : « Quand j’en ai eu marre de la danse, j’ai arrêté. C’était devenu très intense, physiquement et émotionnellement : j’en faisais 30 à 35 heures par semaine. Mais à un moment donné, cela devient une quête de perfection. Vous recherchez uniquement le corps parfait. L’enseignant souligne ce qui ne va pas chez vous, plutôt que ce qui va bien. Cela a commencé à me lasser. Mais j’avais besoin d’une expression artistique, alors j’ai voulu devenir actrice. Et je crois que j’ai bien fait : cela me correspond mieux. »

### Débuts d'actrice et révélation (années 2000)
En 2004, elle obtient son premier rôle dans la série australienne All Saints. Elle découvre ensuite le cinéma en jouant dans Le Feu sous la peau (2006), ainsi que dans le film d'horreur Solitaire (2007).
En 2008, Mia Wasikowska se fait remarquer aux États-Unis grâce à son rôle d'adolescente en détresse dans la série télévisée En analyse diffusée sur la chaîne HBO. Une performance qui lui vaut ensuite de jouer dans des longs métrages ambitieux comme Les Insurgés, aux côtés de Daniel Craig, et Amelia, où elle donne la réplique à Hilary Swank. Mais c'est en juillet 2008 que la jeune femme voit sa carrière prendre un nouvel essor : en effet, elle est choisie par Tim Burton pour incarner Alice Kingsley dans Alice au Pays des Merveilles et partage l'affiche avec Johnny Depp. Le blockbuster sort en 2010 et remporte un important succès, avec plus d'un milliard de dollars de recettes dans le monde. Les critiques concernant le film sont néanmoins très mitigées.

### Cinéma indépendant (années 2010)

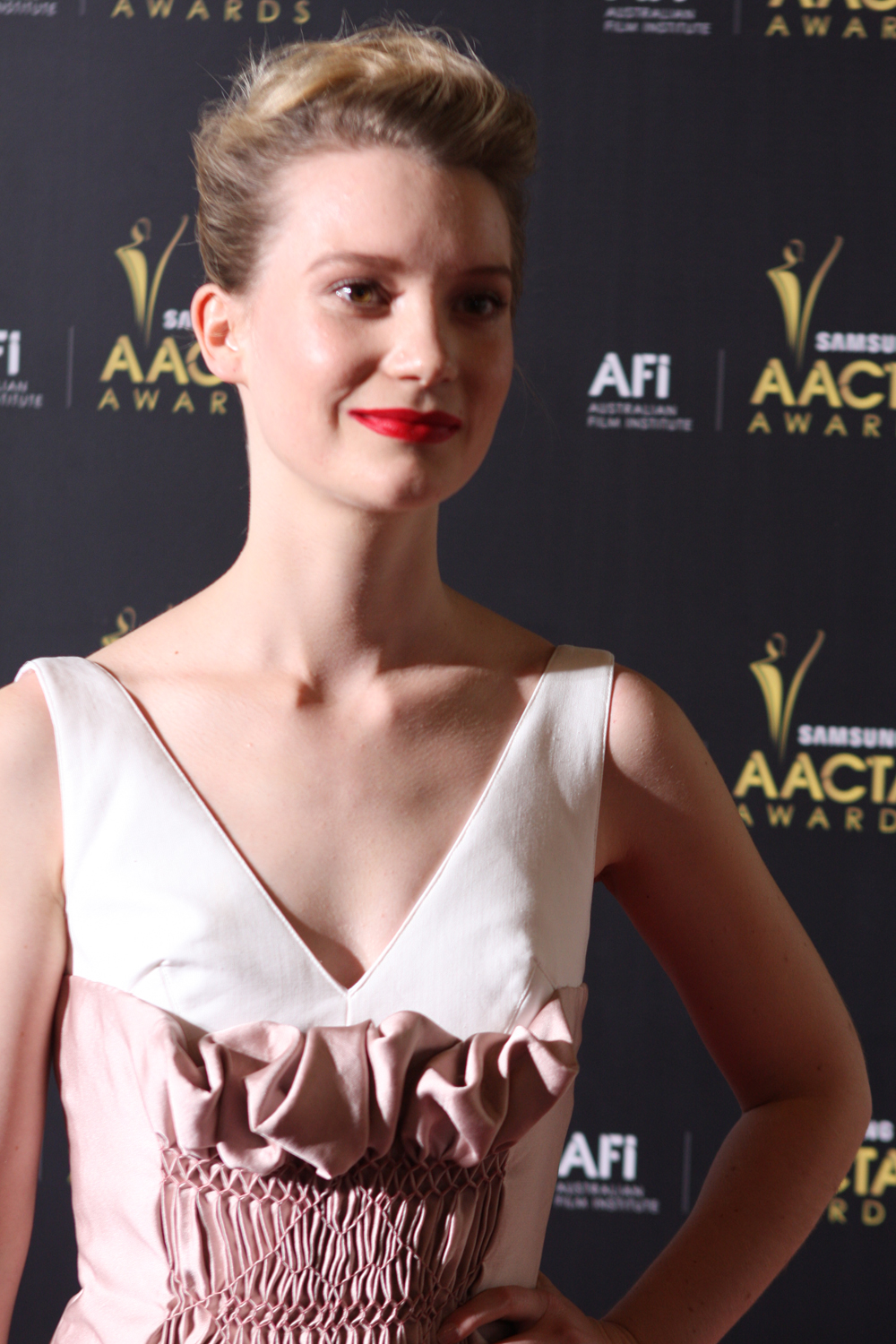
L'actrice aux AACTA Awards 2012, où elle est nommée pour Tracks.

Malgré cette réussite commerciale, la jeune actrice préfère se tourner vers des films indépendants et interprète des rôles complexes. Elle joue dans la comédie dramatique Tout va bien ! The Kids Are All Right où elle donne la réplique à Annette Bening, Julianne Moore et Mark Ruffalo (le film sera nommé aux Golden Globes et aux Oscars 2011). Puis, en 2011, elle incarne une jeune femme amoureuse et malade dans le drame Restless, de Gus Van Sant. Ces deux films sont salués par la critique, Restless étant sélectionné dans la catégorie Un certain Regard au Festival de Cannes.
Les années suivantes, elle travaille avec des réalisateurs reconnus tels que Park Chan-wook (Stoker), Jim Jarmusch (Only Lovers Left Alive) ou David Cronenberg pour Maps to the Stars, film sélectionné à Cannes 2014 en compétition officielle et pour lequel la jeune actrice retrouve Julianne Moore.
Elle côtoie de nombreux acteurs tels que Michael Fassbender dans le film Jane Eyre, Glenn Close dans Albert Nobbs, Nicole Kidman et Matthew Goode dans le thriller Stoker, Tilda Swinton et Tom Hiddleston dans le film fantastique Only Lovers Left Alive, Jesse Eisenberg dans le film The Double ou encore John Cusack et Robert Pattinson dans le drame Maps to the Stars et seulement ce dernier dans le western "Pionnière.
Elle tient également le premier rôle du biopic australien Tracks de John Curran, adaptation des mémoires de Robyn Davidson, qui raconte sa traversée des déserts de l'Australie-Occidentale avec quatre chameaux et un chien.
Fin 2015, elle est l’héroïne du film fantastique de Guillermo del Toro, Crimson Peak, où elle côtoie de nouveau Tom Hiddleston ainsi que Jessica Chastain. En 2016, elle reprend son rôle d'Alice Kingsley dans la superproduction Alice de l'autre côté du miroir, cette fois sous la direction du britannique James Bobin.
En 2019, elle fait partie avec Susan Sarandon, Kate Winslet et Sam Neill, de la distribution d'ensemble du drame Blackbird de Roger Michell.
En 2023 elle est présidente du jury des longs-métrages du 29e Festival du film de Sarajevo.

### Vie privée
Elle a eu une relation avec l'acteur Jesse Eisenberg de 2013 à 2015, rencontré sur le tournage du film The Double.

## Filmographie

### Cinéma

#### Longs métrages
- 2006 : Le Feu sous la peau  (Suburban Mayhem) de Paul Goldman : Lilya
- 2007 : September de Peter Carstairs : Amelia
- 2007 : Solitaire (Rogue) de Greg McLean : Sherry
- 2008  : Les Insurgés (Defiance) d'Edward Zwick : Chaya Dziencielsky
- 2009 : That Evening Sun de Scott Teems : Pamela Choat
- 2009 : Amelia de Mira Nair : Elinor Smith
- 2010 : Tout va bien ! The Kids Are All Right (The Kids Are All Right) de Lisa Cholodenko : Joni
- 2010 : Alice au pays des merveilles (Alice in Wonderland) de Tim Burton : Alice Kingsley
- 2011 : Jane Eyre de Cary Fukunaga : Jane Eyre
- 2011 : Restless de Gus Van Sant : Annabel Cotton
- 2011 : Albert Nobbs de Rodrigo Garcia : Helen
- 2012 : Des hommes sans loi (Lawless) de John Hillcoat : Bertha Minnix
- 2013 : Stoker de Park Chan-wook : India Stoker
- 2013 : Only Lovers Left Alive de Jim Jarmusch : Ava
- 2013 : Tracks de John Curran : Robyn Davidson
- 2013 : The Double de Richard Ayoade : Hannah
- 2014 : Maps to the Stars de David Cronenberg : Agatha Weiss
- 2014 : Madame Bovary de Sophie Barthes : Emma Bovary
- 2015 : Crimson Peak de Guillermo del Toro : Edith Cushing
- 2016 : Alice de l'autre côté du miroir (Alice Through the Looking Glass) de James Bobin : Alice Kingsley
- 2016 : Madly, réalisatrice du segment Afterbirth
- 2017 : HHhH de Cédric Jimenez : Anna Novak
- 2018 : Pionnière (Damsel) de David Zellner et Nathan Zellner : Penelope
- 2018 : Piercing de Nicolas Pesce : Jackie
- 2019 : Blackbird de Roger Michell : Anna
- 2019 : Judy & Punch : Judy
- 2020 : Le Diable, tout le temps (The Devil All The Time) d'Antonio Campos : Helen Hatton
- 2021 : Bergman Island de Mia Hansen-Løve : Amy
- 2022 : Blueback : Une amitié sous-marine (Blueback) de Robert Connolly : Abby Jackson, adulte
- 2023 : Club Zero de Jessica Hausner : Miss Novak

#### Courts métrages
- 2006 : Eve d'Hannah Hilliard : Eve

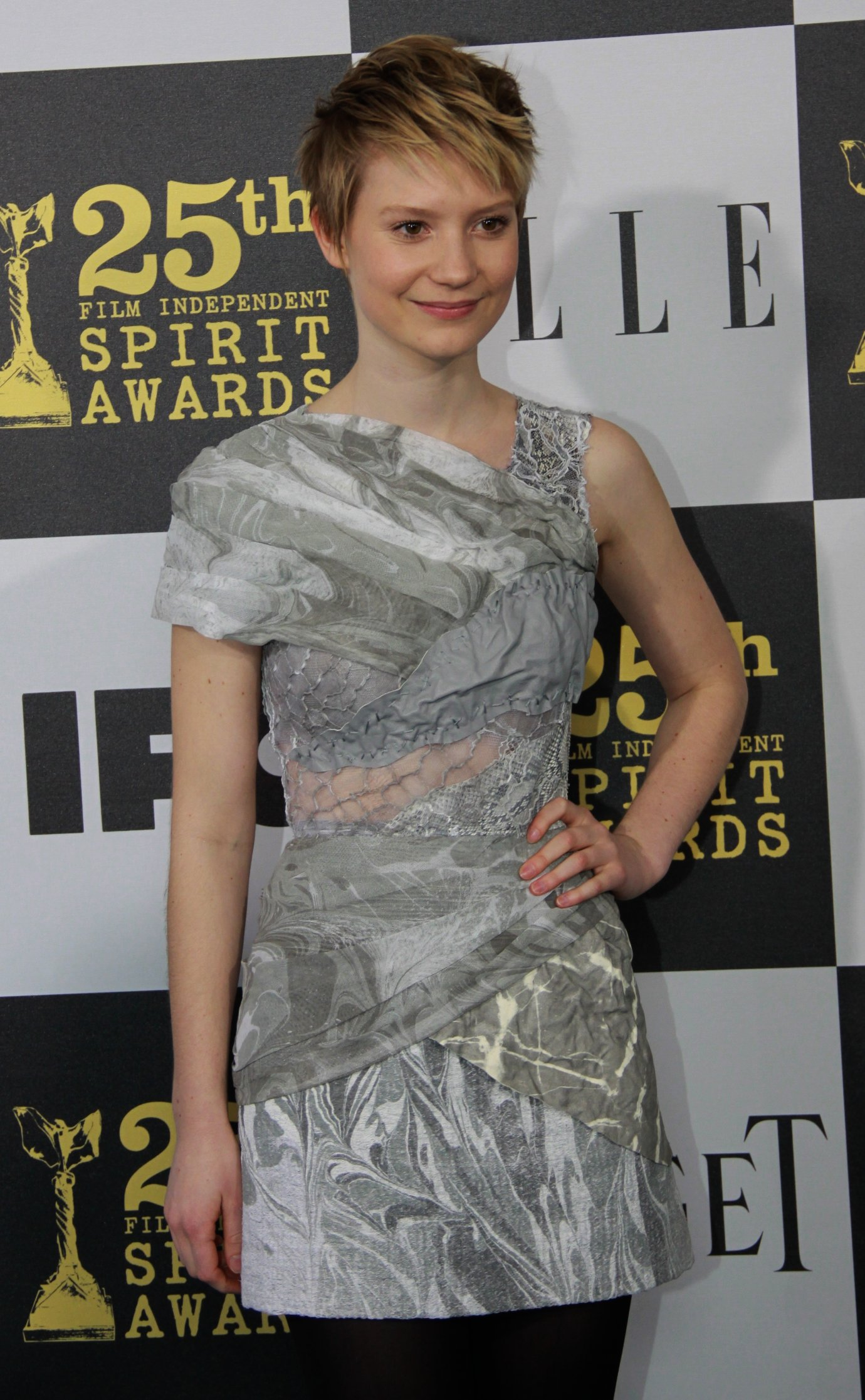
La jeune actrice, récompensée aux 2010 Independent Spirit Awards pour That Evening Sun.

- 2007 : Skin de Claire McCarthy : Emma
- 2007 : Lens Love Story de Sonia Whiteman : une fille
- 2007 : Cosette de Samantha Rebillet : Cosette
- 2008 : I Love Sarah Jane de Spencer Susser : Sarah Jane
- 2008 : Summer Breaks de Sean Kruck : Kara
- 2011 : Touch of Evil d'Alex Prager : elle-même
- 2015 : Oscar Wilde's the Nightingale and the Rose de Del Kathryn Barton et Brendan Fletcher : Nightingale

### Télévision
- 2004-2005 : All Saints (série télévisée) : Lilly Watson
- 2008 : En analyse (In Treatment) (série télévisée) : Sophie

## Distinctions

### Récompenses
- Australian Film Institute Awards 2006 : meilleur espoir pour Le Feu sous la peau
- Australian Film Institute Awards 2009 : Meilleure actrice pour En analyse
- Film Independent's Spirit Awards 2009 : meilleure actrice dans un second rôle pour That Evening Sun
- British Independent Film Awards 2013 : Meilleure actrice dans un second rôle pour The Double
- Australian Academy of Cinema and Television Arts Awards 2014 : Meilleure distribution pour The Turning partagée avec Jonathan auf der Heide, Tony Ayres, Jub Clerc, Robert Connolly, Shaun Gladwell, Rhys Graham, Justin Kurzel, Yaron Lifschitz, Anthony Lucas, Claire McCarthy, Ian Meadows, Ashlee Page, Stephen Page, Simon Stone, Warwick Thornton, Marieka Walsh et David Wenham.

### Nominations
- Australian Film Critics Association Awards 2014 : Meilleur scénario pour The Turning partagée avec Marieka Walsh, Warwick Thornton, Jub Clerc, Justin Monjo, Kris Mrksa, Rhys Graham, Ashlee Page, Marcel Dorney, Claire McCarthy, Emily Ballou, Andrew Upton, David Wenham, Jonathan auf der Heide, Justin Kurzel, Circa Contemporary Circus et Ian Meadows.
- Australian Academy of Cinema and Television Arts Awards 2014 : Meilleur réalisateur pour Tracks partagée avec Jonathan auf der Heide, Tony Ayres, Jub Clerc, Robert Connolly, Shaun Gladwell, Rhys Graham, Justin Kurzel, Yaron Lifschitz, Anthony Lucas, Claire McCarthy, Ian Meadows · Ashlee Page, Stephen Page, Simon Stone, Warwick Thornton, Marieka Walsh et David Wenham.
- Australian Film Critics Association Awards 2015 : meilleure actrice pour Tracks
- Film Critics Circle of Australia Awards 2015 : meilleure actrice pour Tracks
- Australian Academy of Cinema and Television Arts Awards 2015 : Meilleur acteur pour Tracks
- Australian Academy of Cinema and Television Arts Awards 2019 : Meilleur acteur pour Judy and Punch
- Australian Film Critics Association Awards 2020 : meilleure actrice pour Judy and Punch
- Film Critics Circle of Australia Awards 2020 : meilleure actrice pour Judy and Punch

## Voix francophones

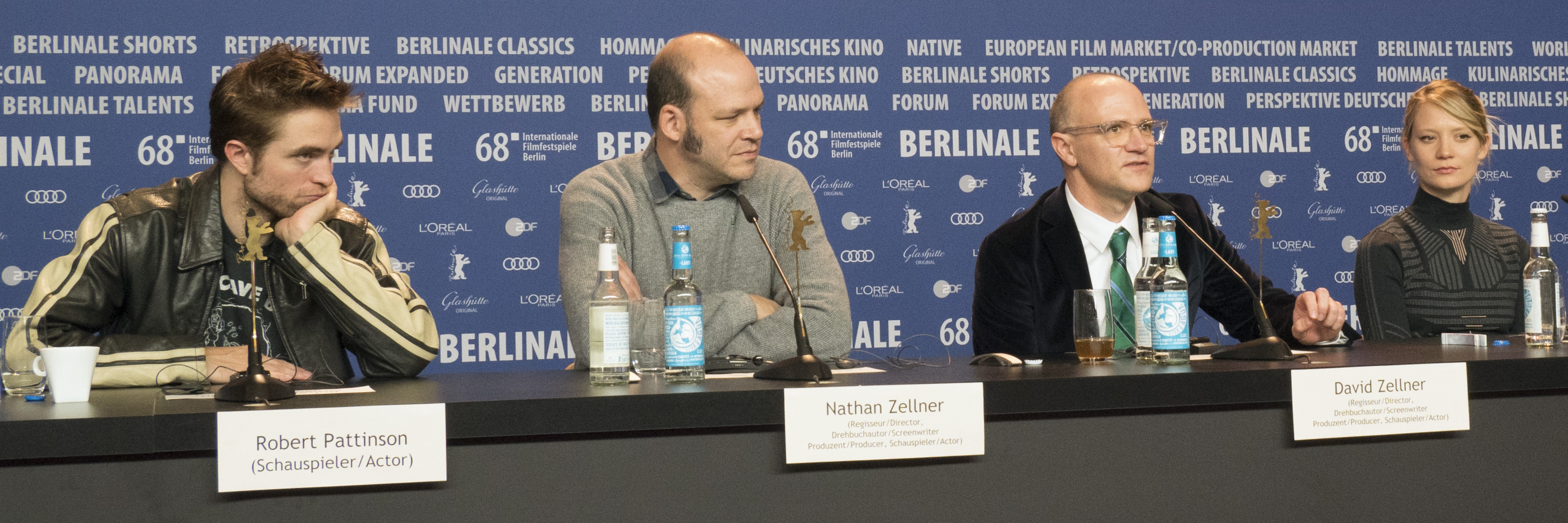
Mia Wasikowska en compagnie de Robert Pattinsons, Nathan Zellner et David Zellner à Berlin en 2018

En version française, Karine Foviau est la voix régulière de Mia Wasikowska, qu'elle double pour la première fois en 2010 dans Tout va bien ! The Kids Are All Right et Alice au pays des merveilles. Par la suite, elle la retrouve notamment dans Jane Eyre, Tracks, Madame Bovary,Pionnière ou encore Blackbird.
La doublant en 2008 dans En analyse, Marie-Eugénie Maréchal la retrouve en 2013 dans Stoker. L'actrice est également doublée par Juliette Allain dans Only Lovers Left Alive et Le Diable, tout le temps, ainsi que par Elsa Kikoïne dans Des hommes sans loi, Barbara Probst dans Crimson Peak, Margaux Chatelier dans HHhH et Severine Cayron dans The Double. 
En version québécoise, Romy Kraushaar-Hébert la double dans Une famille unique, Alice au pays des merveilles et sa suite. Elle est également doublée par Catherine Brunet  dans La carte des étoiles et Crimson Peak , par Claudia-Laurie Corbeil  dans Féroce et Sans loi, ainsi que par  Catherine Sénart dans Rébellion.